# Aeshna grandis
La libélula parda (Aeshna grandis) es una gran libélula de unos 73 milímetros (2,9 pulgadas) de largo. Es una especie distintiva y se reconoce fácilmente, incluso en vuelo, por su cuerpo marrón y alas de color bronce. En los machos se pueden apreciar las manchas azules en el segundo y tercer segmento del abdomen.

## Distribución
Aeshna grandis es muy común en Europa central y oriental. En Europa, se puede encontrar en todas partes, desde Irlanda hasta los Urales, con algunas excepciones como Escocia, el extremo norte de Escandinavia y las penínsulas Ibérica y Apenena. Hay una población en los Balcanes.
Se encuentra en estanques, lagos y canales con mucha vegetación.